# Hélicon de Cyzique
Pour les articles homonymes, voir Hélicon.
Hélicon de Cyzique (en grec ancien : Ἑλικών / Helikồn) est un astronome et mathématicien grec du IVe siècle av. J.-C.

## Biographie
Hélicon de Cyzique était parmi les élèves du mathématicien et astronome Eudoxe de Cnide et du philosophe Isocrate. Il fit partie de l'Académie de Platon. Il a prédit une éclipse solaire pour le 12 mai 361 av. J.-C. Sa prédiction étant exacte, il reçut de l'homme politique Dion de Syracuse et ami de Platon, qui lui avait recommandé Hélicon, un talent d'argent. Avec Eudoxe de Cnide, il a travaillé sur le problème de géométrie sur la duplication du cube. Plutarque cite une anecdote à son propos, dans un traité intitulé De la Fausse Honte.